# Markus Høiberg
Markus Snøve Høiberg (* 6. Juni 1991 in Oppdal) ist ein norwegischer Curler.

## Karriere
Høiberg spielte erstmals international bei der Juniorenweltmeisterschaft 2007 als Lead des norwegischen Teams. Bis 2012 nahm er jedes Jahr auf verschiedenen Positionen an diesem Wettbewerb teil. Sein bestes Ergebnis erreichte er bei der Juniorenweltmeisterschaft 2011, als er als Third unter Skip Steffen Mellemseter die Bronzemedaille gewann. 2014 führte er die norwegische Mannschaft als Skip und wurde Vierter.
Bei den Erwachsenen spielte Høiberg erstmals bei der Europameisterschaft 2010. Als Ersatzspieler des norwegischen Teams unter Skip Thomas Ulsrud gewann er die Goldmedaille. Bei seiner zweiten Europameisterschaft 2013 gewann er, wieder als Ersatzspieler, die Silbermedaille.
Bei seiner ersten Weltmeisterschaft 2011 war er wie in den folgenden Jahren als Ersatzspieler dabei. 2014 wurde er mit dem von Thomas Ulsrud geskippten Team Weltmeister und 2015 gewann er die Silbermedaille. Bei der Weltmeisterschaft 2017 spielte er als Third unter Steffen Walstad; die Norweger kamen auf den achten Platz.
Høiberg war bei den Olympischen Winterspielen 2014 und 2018 als Ersatzspieler des norwegischen Herrenteams dabei, konnte aber keine Medaille gewinnen (2014: fünfter Platz; 2018: sechster Platz).
Bei der Weltmeisterschaft 2018 zog er mit der von Steffen Walstad geleiteten Mannschaft in die Playoffs ein, verlor dort aber das Qualifikationsspiel gegen Südkorea (Skip: Kim Chang-min) und wurde Fünfter.